# 董繼周
董繼周（1583年—？年），字茂文，號八際，江西廣信府玉山縣人，民籍。

## 生平
癸未七月初七日生，行十二，治《書經》，由學生中式癸卯江西鄉試第五十四名舉人，年二十七歲中式萬曆三十八年（1610年）庚戌科會試三十五名，第三甲第一百六十五名進士。都察院觀政，三十九年授廣東海豐縣知縣，四十四年升南京刑部主事，四十五年養病。居南部十載，遷鄖陽知府。秩滿解組還家。有《八際山房詩文集》、《金魚社藁》行世。

## 家族
曾祖董佐，乡饮壽官；祖董汝貞，大使；父董應宸，贈文林郎知縣；母顧氏（贈孺人）。永感下。弟繼玄（庠生）；繼珂；繼迎；繼海（庠生）。子思王（庠生）；春王（庠生）。